# Pantà de la Xoriguera
El pantà de la Xoriguera era una presa d'aigua situada a la riera de Gaià, al terme municipal de Terrassa. Fou construït entre el 1898 i el 1902 per tal d'abastir d'aigua Terrassa però es va esfondrar el 1944, causant vuit víctimes mortals.